# Апухтин, Борис Трифонович
Бори́с Три́фонович Апу́хтин (19 февраля [4 марта] 1906, Красково, Выхинская волость, Московский уезд, Российская империя — 27 февраля 1975, Москва, СССР) — советский футболист, тренер.

## Карьера
На молодёжном уровне играл за команду ЗКС. С 1919 по 1941 год выступал за ВТОПАС, МОГЕС, «Серп и Молот» и ГЦОЛИФК. Был в составе сборной Москвы.
В 1936 году возглавил команду «Пролетарская победа». Клуб выступал в Кубке СССР и дошёл до 1/32 финала где проиграл ростовскому «Динамо». В июне 1946 года стал старшим тренером киевского «Динамо». В 1948 году до июня руководил московским «Локомотивом». В 1949—1950 годах тренировал ереванское «Динамо» и «Красное Знамя». С 1948 по 1952 год консультировал сборную Албании. В 1968 году был директором «Нефтяника» из Ферганы.
В 1948 году ему было присвоено звание мастер спорта. В 1957 году — звание заслуженного тренера СССР.